# Fußball-Ostasienmeisterschaft der Frauen 2005
Die Fußball-Ostasienmeisterschaft der Frauen 2005 war die Erstaustragung des von der AFC Subkonföderation EAFF ausgetragenen Turniers. Alle Spiele wurden vom 1. bis zum 6. August 2005 in den südkoreanischen Städten Jeonju, Daejeon und Daegu ausgetragen. Der erste Sieger war die Auswahl des Gastgeberlandes Südkorea.

## Modus
Alle Mannschaften spielten jeweils einmal gegen die andere Mannschaft und am Ende gewann die Mannschaft mit den meisten Punkten das Turnier.

## Tabelle
| Pl. | Land                | Sp. | S | U | N | Tore    | Diff. | Punkte |
| --- | ------------------- | --- | - | - | - | ------- | ----- | ------ |
| 1.  | Südkorea            | 3   | 2 | 1 | 0 | 003:000 | +3    | 07     |
| 2.  | Nordkorea           | 3   | 2 | 0 | 1 | 002:100 | +1    | 06     |
| 3.  | Japan               | 3   | 0 | 2 | 1 | 000:100 | −1    | 02     |
| 4.  | Volksrepublik China | 3   | 0 | 1 | 2 | 000:300 | −3    | 01     |

## Spiele

### 1. Spieltag
| Südkorea                                                         | Südkorea | Volksrepublik China | Volksrepublik China |
| ---------------------------------------------------------------- | --- | --- | ------------------- |
| Südkorea                                                         | \| 1. Spiel \| \| 1. August 2005 um 17:00 Uhr in Jeonju (Jeonju-World-Cup-Stadion) \| \| Ergebnis: 2:0 (1:0) \| \| Zuschauer: 4.283 \| \| Schiedsrichterin: Mayumi Oiwa ( Japan) \| \| Spielbericht \|                                        | \| 1. Spiel \| \| 1. August 2005 um 17:00 Uhr in Jeonju (Jeonju-World-Cup-Stadion) \| \| Ergebnis: 2:0 (1:0) \| \| Zuschauer: 4.283 \| \| Schiedsrichterin: Mayumi Oiwa ( Japan) \| \| Spielbericht \| | Volksrepublik China |
| Südkorea                                                         | Kim Jung-mi – Hong Kyung-suk, Jin Suk-hee, Han Song-i (77. Park Eun-Jung), Lee Ji-eun, Jung Jung-suk (42. Park Eun-Sun), Han Jin-sook (67. Park Hee-young), Shin Sun-nam, Kim Kyul-sil, Cha Yun-hee, Yoo Young-sil Cheftrainer: Ahn Jung-hwan | Xiao Zhen – Ge Yang (71. Yuan Fan), Li Jie, Zhang Ouying, Zhang Ying, Han Duan (51. Teng Wei), Chen Yanhong, Zheng Wei, Ji Ting (46. Bi Yan), Wang Jian, Pan Lina Cheftrainer: Pei Encai               | Volksrepublik China |
| Südkorea                                                         | 1:0 Han Jin-sook (43.) 2:0 Park Eun-sun (65.) | | Volksrepublik China |
| Südkorea                                                         | Shin sun-nam (90.) | | Volksrepublik China |
| 1. Spiel                                                         | | |                     |
| 1. August 2005 um 17:00 Uhr in Jeonju (Jeonju-World-Cup-Stadion) | | |                     |
| Ergebnis: 2:0 (1:0)                                              | | |                     |
| Zuschauer: 4.283                                                 | | |                     |
| Schiedsrichterin: Mayumi Oiwa ( Japan)                           | | |                     |
| Spielbericht                                                     | | |                     |

| Nordkorea                                                        | Nordkorea | Japan | Japan |
| ---------------------------------------------------------------- | --- | --- | ----- |
| Nordkorea                                                        | \| 2. Spiel \| \| 1. August 2005 um 19:30 Uhr in Jeonju (Jeonju-World-Cup-Stadion) \| \| Ergebnis: 1:0 (1:0) \| \| Zuschauer: 3.500 \| \| Schiedsrichter: Zhang Dongqing ( Volksrepublik China) \| \| Spielbericht \| | \| 2. Spiel \| \| 1. August 2005 um 19:30 Uhr in Jeonju (Jeonju-World-Cup-Stadion) \| \| Ergebnis: 1:0 (1:0) \| \| Zuschauer: 3.500 \| \| Schiedsrichter: Zhang Dongqing ( Volksrepublik China) \| \| Spielbericht \|                          | Japan |
| Nordkorea                                                        | Han Hye-yong, Om Jong-ran, Kim Hwa-song, Ri Un-suk, Ri Kum-suk, Jo Yun-mi (72. Kim Than-sil), Ho Sun-hui, Song Jong-sun, Ri Un-kvong, Pak Kyong-sun, Kong Hye-ok Cheftrainer: Kim Kwang-min                           | Nozomi Yamagō, Hiromi Isozaki, Aya Shimokozuru, Tomoe Katō (82. Karina Maruyama), Kozue Andō, Miyuki Yanagita, Yūki Nagasato, Homare Sawa, Nayuha Toyoda (62. Aya Miyama), Kyōko Yano, Shinobu Ōno (46. Mio Ōtani) Cheftrainer: Hiroshi Ōhashi | Japan |
| Nordkorea                                                        | 1:0 Ri Un-suk (38.) | | Japan |
| Nordkorea                                                        | Om Jong-ran (83.) Ri Un-suk (90.) | Hiromi Isozaki (27.) Aya Miyama (77.) | Japan |
| 2. Spiel                                                         | | |       |
| 1. August 2005 um 19:30 Uhr in Jeonju (Jeonju-World-Cup-Stadion) | | |       |
| Ergebnis: 1:0 (1:0)                                              | | |       |
| Zuschauer: 3.500                                                 | | |       |
| Schiedsrichter: Zhang Dongqing ( Volksrepublik China)            | | |       |
| Spielbericht                                                     | | |       |

### 2. Spieltag
| Japan                                                              | Japan | China | China |
| ------------------------------------------------------------------ | --- | --- | ----- |
| Japan                                                              | \| 3. Spiel \| \| 3. August 2005 um 17:30 Uhr in Daejeon (Daejeon-World-Cup-Stadion) \| \| Ergebnis: 0:0 (0:0) \| \| Zuschauer: 865 \| \| Schiedsrichterin: Hong Eun-ah ( Südkorea) \| \| Spielbericht \|              | \| 3. Spiel \| \| 3. August 2005 um 17:30 Uhr in Daejeon (Daejeon-World-Cup-Stadion) \| \| Ergebnis: 0:0 (0:0) \| \| Zuschauer: 865 \| \| Schiedsrichterin: Hong Eun-ah ( Südkorea) \| \| Spielbericht \| | China |
| Japan                                                              | Nozomi Yamagō, Hiromi Isozaki, Aya Shimokozuru, Rumi Utsugi, Kyōko Yano, Tomoe Katō, Kozue Andō (69. Aya Miyama), Miyuki Yanagita, Yūki Nagasato, Homare Sawa, Mio Ōtani (74. Shinobu Ōno) Cheftrainer: Hiroshi Ōhashi | Xiao Zhen – Li Jie, Zhang Ying, Ge Yang, Yuan Fan, Qu Feifei, Wang Jian, Pan Lina, Bi Yan, Han Duan (58. Teng Wei), Ji Ting Cheftrainer: Pei Encai                                                        | China |
| 3. Spiel                                                           | | |       |
| 3. August 2005 um 17:30 Uhr in Daejeon (Daejeon-World-Cup-Stadion) | | |       |
| Ergebnis: 0:0 (0:0)                                                | | |       |
| Zuschauer: 865                                                     | | |       |
| Schiedsrichterin: Hong Eun-ah ( Südkorea)                          | | |       |
| Spielbericht                                                       | | |       |

| Südkorea                                                         | Südkorea | Nordkorea | Nordkorea |
| ---------------------------------------------------------------- | --- | --- | --------- |
| Südkorea                                                         | \| 3. Spiel \| \| 4. August 2005 um 17:15 Uhr in Jeonju (Jeonju-World-Cup-Stadion) \| \| Ergebnis: 1:0 (0:0) \| \| Zuschauer: 12.000 \| \| Schiedsrichter: Chin-po Chang ( Taiwan) \| \| Spielbericht \|                                  | \| 3. Spiel \| \| 4. August 2005 um 17:15 Uhr in Jeonju (Jeonju-World-Cup-Stadion) \| \| Ergebnis: 1:0 (0:0) \| \| Zuschauer: 12.000 \| \| Schiedsrichter: Chin-po Chang ( Taiwan) \| \| Spielbericht \|                             | Nordkorea |
| Südkorea                                                         | Kim Jung-mi – Hong Kyung-suk, Kim Kyul-sil, Yoo Young-sil, Jin Suk-hee, Lee Ji-eun, Jung Jung-suk (43. Park Eun-sun), Han Jin-sook, Shin Sun-nam, Han Song-i (65. Park Eun-jung), Cha Yun-hee (55. Lee Jin-hwa) Cheftrainer: An Jong-goan | Han Hye-yong, Kim Hwa-song, Jo Yun-mi (22. Kim Than-sil (61. Kim Kyong-Hwa)), Song Jong-sun, Kong Hye-ok, Om Jong-ran, Ri Un-suk (79. Sonu Kyong-sun), Ho Sun-hui, Ri Un-gyong, Ri Kum-suk, Pak Kyong-sun Cheftrainer: Kim Kwang-min | Nordkorea |
| Südkorea                                                         | 1:0 Park Eun-jung (77.) | | Nordkorea |
| Südkorea                                                         | Hong Kyung-sukl (38.) | Kim Than-sil (28.) | Nordkorea |
| 3. Spiel                                                         | | |           |
| 4. August 2005 um 17:15 Uhr in Jeonju (Jeonju-World-Cup-Stadion) | | |           |
| Ergebnis: 1:0 (0:0)                                              | | |           |
| Zuschauer: 12.000                                                | | |           |
| Schiedsrichter: Chin-po Chang ( Taiwan)                          | | |           |
| Spielbericht                                                     | | |           |

### 3. Spieltag
| Volksrepublik China                                            | Volksrepublik China | Nordkorea | Nordkorea |
| -------------------------------------------------------------- | --- | --- | --------- |
| Volksrepublik China                                            | \| 5. Spiel \| \| 6. August 2005 um 17:00 Uhr in Daegu (Daegu-World-Cup-Stadion) \| \| Ergebnis: 0:1 (0:0) \| \| Zuschauer: 500 \| \| Schiedsrichter: Alexandre Rego ( Macau) \| \| Spielbericht \| | \| 5. Spiel \| \| 6. August 2005 um 17:00 Uhr in Daegu (Daegu-World-Cup-Stadion) \| \| Ergebnis: 0:1 (0:0) \| \| Zuschauer: 500 \| \| Schiedsrichter: Alexandre Rego ( Macau) \| \| Spielbericht \| | Nordkorea |
| Volksrepublik China                                            | Xiao Zhen – Li Jie, Zhang Ying, Zheng Wei, Yuan Fan, Zhang Ouying (74. Teng Wei), Qu Feifei, Wang Jian (62. Shi Mengyu), Pan Lina, Bi Yan, Ji Ting (70. Han Duan) Cheftrainer: Pei Encai            | Han Hye-yong, Kim Hwa-song, Jo Yun-mi, Song Jong-sun, Kong Hye-ok, Om Jong-ran, Ho Sun-hui, Kim Than-sil (53. Ri Un-suk), Ri Un-gyong, Ri Kum-suk, Pak Kyong-sun Cheftrainer: Kim Kwang-min         | Nordkorea |
| Volksrepublik China                                            | 0:1 Jo Yun-mi (58.) | | Nordkorea |
| Volksrepublik China                                            | Om Jong-ran (82.) | | Nordkorea |
| 5. Spiel                                                       | | |           |
| 6. August 2005 um 17:00 Uhr in Daegu (Daegu-World-Cup-Stadion) | | |           |
| Ergebnis: 0:1 (0:0)                                            | | |           |
| Zuschauer: 500                                                 | | |           |
| Schiedsrichter: Alexandre Rego ( Macau)                        | | |           |
| Spielbericht                                                   | | |           |

| Südkorea                                                       | Südkorea | Japan | Japan |
| -------------------------------------------------------------- | --- | --- | ----- |
| Südkorea                                                       | \| 6. Spiel \| \| 6. August 2005 um 19:30 Uhr in Daegu (Daegu-World-Cup-Stadion) \| \| Ergebnis: 0:0 (0:0) \| \| Zuschauer: 2.826 \| \| Schiedsrichter: Chin-po Chang ( Taiwan) \| \| Spielbericht \|                                   | \| 6. Spiel \| \| 6. August 2005 um 19:30 Uhr in Daegu (Daegu-World-Cup-Stadion) \| \| Ergebnis: 0:0 (0:0) \| \| Zuschauer: 2.826 \| \| Schiedsrichter: Chin-po Chang ( Taiwan) \| \| Spielbericht \|                                        | Japan |
| Südkorea                                                       | Kim Jung-mi – Hong Kyung-suk, Kim Kyul-sil, Yoo Young-sil, Jin Suk-hee (78. Lee Jin-hwa), Song Ju-hee (56. Park Eun-sun), Lee Ji-eun, Han Jin-sook, Shin Sun-nam, Han Song-i (38. Jung Jung-suk), Cha Yun-hee Cheftrainer: An Joag-goan | Nozomi Yamagō, Hiromi Isozaki, Aya Shimokozuru, Rumi Utsugi, Kyōko Yano, Tomoe Katō, Kozue Andō (67. Aya Miyama), Miyuki Yanagita, Yūki Nagasato (55. Shinobu Ōno), Homare Sawa, Mio Ōtani (78. Karina Maruyama) Cheftrainer: Hiroshi Ōhashi | Japan |
| Südkorea                                                       | Yoo Young-sil (37.) Lee Ji-eun (89.) | | Japan |
| 6. Spiel                                                       | | |       |
| 6. August 2005 um 19:30 Uhr in Daegu (Daegu-World-Cup-Stadion) | | |       |
| Ergebnis: 0:0 (0:0)                                            | | |       |
| Zuschauer: 2.826                                               | | |       |
| Schiedsrichter: Chin-po Chang ( Taiwan)                        | | |       |
| Spielbericht                                                   | | |       |